# Friend of a Friend
«Friend of a Friend» — песня чешской инди-поп-группы Lake Malawi, выпущенная в январе 2019 года и представленная на конкурсе «Евровидение-2019» в Тель-Авиве. Авторами песни являются Ян Стейнсдёрфер (чеш. Jan Steinsdoerfer), Мацей Миколай Трыбулец (чеш.Maciej Mikolaj Trybulec) и Альберт Чёрный (чеш. Albert Černý). 